# Raquette
Il Raquette, detto anche Racquette, è un fiume dello stato di New York, Stati Uniti, che nasce dal Lago Raquette nei Monti Adirondack. Questo è il secondo fiume più lungo dello Stato, dopo il fiume Hudson.

## Geografia e storia
Il fiume passa attraverso numerosi laghi, sia naturali che artificiali, fino a sfociare, presso Akwesasne, nel fiume San Lorenzo. Al contrario della maggior parte dei fiumi di quest'area, il Raquette sfocia a nord.
Questa è un'ambita meta per amanti della canoa o del kayak. Sul suo corso sono presenti 27 centrali idroelettriche della Brookfield Power, capaci di produrre fino a 181 megawatt di potenza.
Storicamente, il fiume è parte dell'"Autostrada delle Adirondack", nella quale è possibile viaggiare per migliaia di miglia in canoa o con altre imbarcazioni.

## Località lungo il fiume Raquette (da sud a nord)
- Long Lake nella contea di Hamilton
- Tupper Lake nella contea di Franklin
- Colton nella contea di Saint Lawrence
- Hannawa Falls nella contea di Saint Lawrence
- Potsdam nella contea di Saint Lawrence
- Norwood nella contea di Saint Lawrence
- Norfolk nella contea di Saint Lawrence
- Massena nella contea di Saint Lawrence
- St. Regis Mohawk nella contea di Franklin